# Couteau Mora

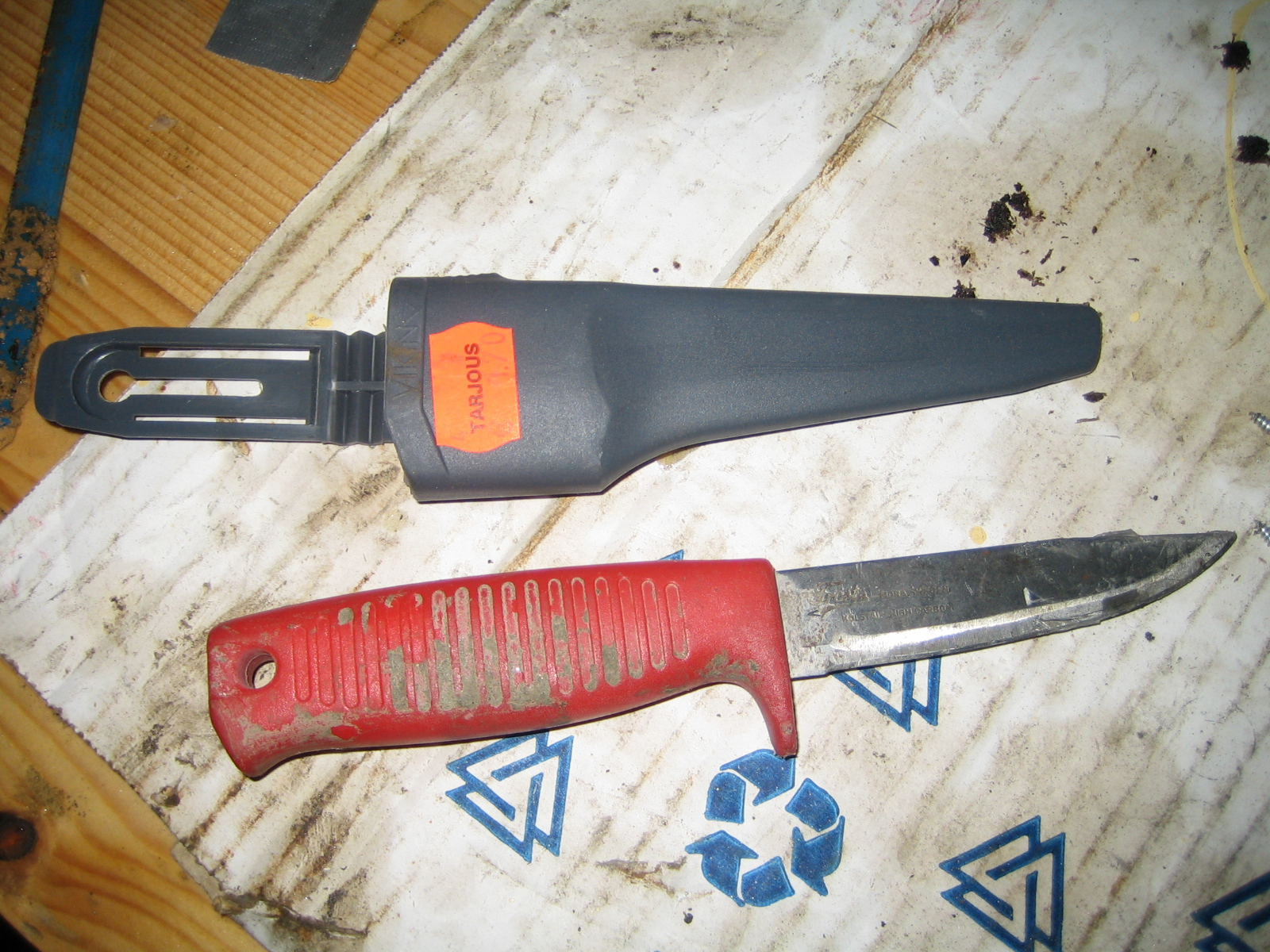
Couteau Mora avec manche en plastique à garde et son étui en plastique

Un couteau Mora (du suédois Morakniv) est un petit couteau droit de fabrication suédoise. Ce couteau est utilisé comme outil à tout faire (bricolage) ou comme couteau de sport et il est très répandu dans les pays scandinaves (armée, bâtiment, randonnée, etc).

## Description
Un couteau Mora est constitué d'une lame fixe à un seul tranchant et d'un manche en bois ou plastique, avec ou sans garde à doigt. Selon les modèles, la lame est en acier au carbone ou en acier inoxydable, affutée avec une émouture scandinave.
Le modèle emblématique est le « Mora classique », constitué d'une courte lame (moins de 10 cm) et d'un manche en bois de bouleau rouge, avec un étui en cuir. Mais il existe différentes variantes, dont notamment les modèles très répandus avec un manche et un étui en plastique. 
Le Mora est un couteau réputé pour sa solidité, la facilité d'affutage et son faible coût, certains modèles étant vendus moins de 10 euros.
Le nom Mora fait référence à la petite ville de Mora, au centre-ouest de la Suède. Plusieurs fabriques suédoises ont produit des couteaux de ce type depuis la fin du XIXe siècle, certaines rassemblées ultérieurement autour de la marque « Morakniv » (littéralement « couteau de Mora »).